# Škrlatni kukuj
Škrlatni kukuj (znanstveno ime Cucujus cinnaberinus) je redka vrsta hroščev iz družine kukujev, ki je razširjena po Evropi. Najbolj pogosta je v osrednji Evropi, redkejša pa je v zahodnem in južnem delu Evrope.

## Opis in biologija
Odrasli hrošči dosežejo dolžino do 1,5 cm in imajo zunanji skelet škrlatno rdeče barve. Gre za saproksilno vrsto, ki se hrani z odmrlo lesna biomaso, redko pa tudi z ličinkami drugih hroščev.